# Voyager csillagközi küldetés

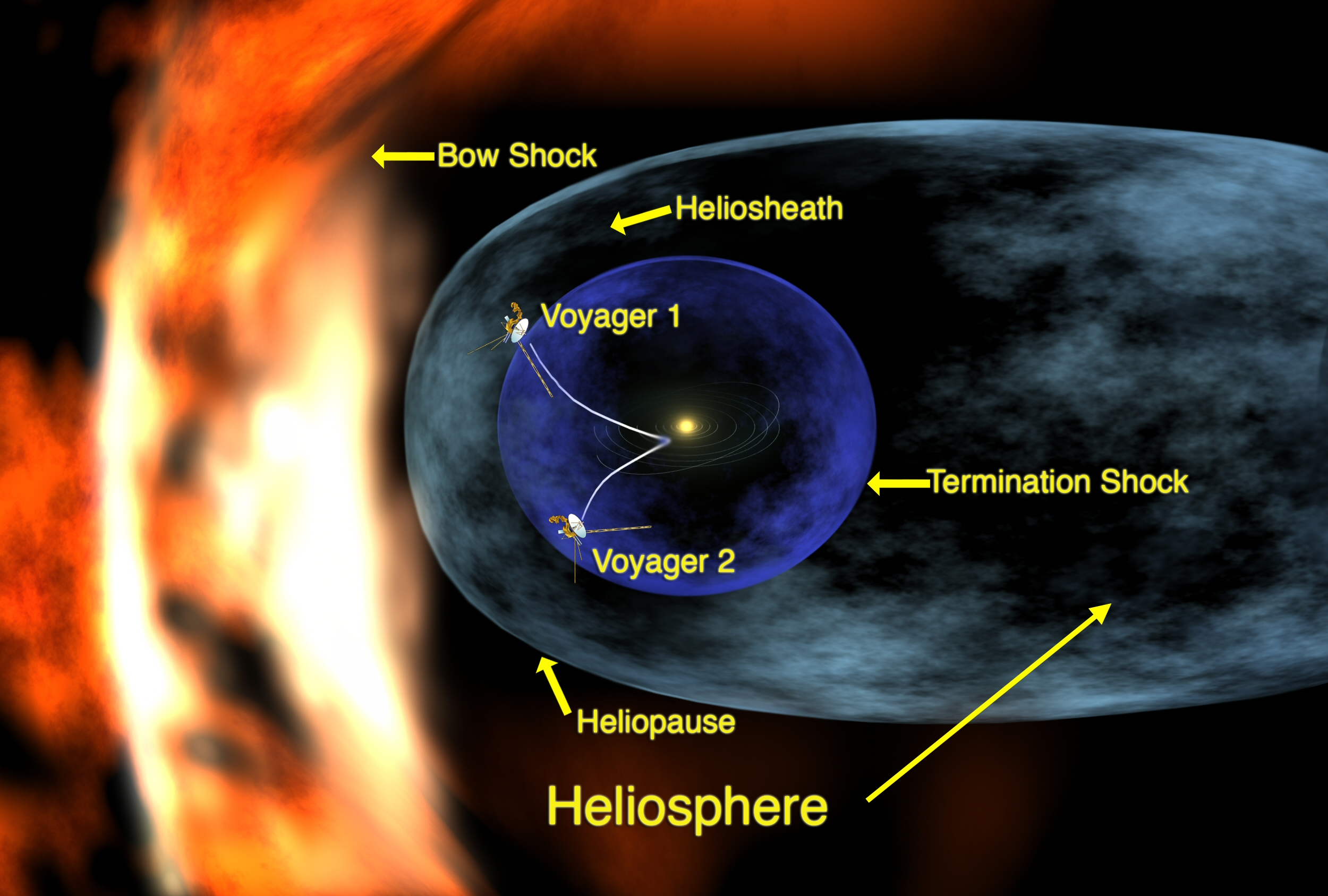
A két Voyager elhelyezkedése a belső Naprendszer szélén, a 2010-es évek elején

A Voyager csillagközi küldetés (angolul: Voyager Interstellar Mission; rövidítve: VIM) a Voyager-program meghosszabbítása. A két Voyager szonda fő küldetése 1989-ben ért véget, mikor a Voyager–2 elrepült a Neptunusz mellett. 2008-ban egy bizottság eldöntötte, hogy kulcsfontosságú a program működtetésének folytatása és a Deep Space Network bővítése.
A VIM fő célja a Naprendszer kutatása volt a legszélső bolygókon túl, a heliopauzáig és, ha lehetőség van rá még annál tovább is. A Voyager–1 2012-ben lépett túl a heliopauzán, ezzel elhagyva a belső Naprendszert és az első ember által készített tárgyként csillagközi térbe lépett. A Voyager–2 ezt a határt 2018-ban lépte át.
Mindkét űrszonda eszközeinek nagy részét kikapcsolták, hogy minél kevesebb energiát használjanak és tudományos eszközeiket minél tovább tudják működtetni. Ugyan teljesítményük romlott, még mindig képesek hasznos adatokat a Földre küldeni. Várhatóan a két Voyager 2025-ig képes lesz működtetni tudományos eszközeit, amit követően viszont valószínűleg adatküldésre képtelenek lesznek, ezzel megszűnik hasznos életük, majdnem öt évtizeddel indításuk után.

## Részletek
A csillagközi küldetés kezdetére a Voyager–1 negyven, míg a Voyager–2 harmincegy csillagászati egység távolságra volt a Földtől. A VIM három szakaszból áll: az úgynevezett termination shock, a heliosheath felfedezése és a csillagközi küldetés. A termination shock fázis fő célja az volt, hogy megtalálja azt a helyet, ahol a napszél szuperszonikus sebességről hangsebesség alá csökken. A Voyager–1 ezt a fázist 2004 decemberében fejezte be, 94 CsE távolságban, míg a Voyager–2 2007 augusztusában, 84 CsE távolságban. Ezt követően léptek be a heliosheath fázisba, amely területen a Nap mágneses mezeje és napszél-részecskék dominálnak. Mikor elhagyták ezt a területet, akkor kezdték meg a csillagközi felfedezést.
A heliosheath külső határa a heliopauza, ahol a Nap befolyása elkezd csökkenni és csillagközi teret lehet felfedezni. A Voyager–1 évente 3,6 csillagászati egységet halad, míg a második szonda ennél lassabb (3,3 CsE/év). A Voyager-szondák a távoli jövőben más csillagok mellett is el fognak haladni. Nagyjából 40 ezer év múlva a Voyager–1 1,6 fényévre lesz a Gliese 445 csillagtól, ami a Nap felé halad. Ehhez hasonlóan 40 ezer év múlva a második szonda 1,7 fényévre lesz a Ross 248 csillagtól, míg 296 ezer éven belül megközelíti a Szíriuszt, ami az éjszakai ég legfényesebb csillaga.
Mindezek ellenére nagyon valószínűtlen, hogy a két szonda valaha is össze fog ütközni csillagokkal, az elvárások szerint ez leghamarabb 100 trillió év (1020) múlva történhet meg, ami közel 7,3 milliárdszor annyi idő, mint a világűr kora.
2020 októberében a két szonda méréseiben szokatlanul magas sűrűséget fedeztek fel a Naprendszeren túl.

## Külső hivatkozások
Magyar oldalak
- Csillagközi űrszondák (4. rész) Voyager csillagközi küldetés

Külföldi oldalak
- Voyager Spacecraft Approaches Solar System's Final Frontier Archiválva 2004. október 24-i dátummal a Wayback Machine-ben